# Barclays
Cet article possède un paronyme, voir Barclay.
Barclays est une banque britannique basée à Londres au Royaume-Uni fondée en 1896 mais dont les origines remontent à 1690. Le groupe est coté sur l’indice FTSE 100 de la bourse de Londres et fait partie des « big five », les 5 plus grandes banques britanniques. Elle est dirigée depuis novembre 2021 par C. S. Venkatakrishnan (en).
Barclays exerce ses activités dans plus de 60 pays que ce soit en Europe en particulier au Royaume-Uni, en Asie ou encore en Amérique et en Afrique. Le groupe emploie 111 300 personnes dans le monde dont 32 000 en Afrique du Sud à travers sa nouvelle filiale Absa acquise en 2005.
En 2005, Barclays est la quatorzième banque européenne en termes de fonds propres.

## Histoire
La Barclays fait remonter ses origines à l'année 1690 quand John Freame et Thomas Gould ouvrent sur Lombard Street à Londres une maison de banque spécialisée dans le change et le négoce de métaux précieux (or et argent). En 1736, le beau-fils de Freame, James Barclay, entre au service de la banque comme associé.
En 1896, plusieurs petits établissements bancaires londoniens, autour de Lombard Street, s’associent pour former une nouvelle entité qui prend le nom de Barclays & Company. Cette nouvelle banque possède 182 agences, principalement dans l’est et le sud-est de l’Angleterre.
En 1905, Barclays acquiert Bolithos présent en Cornouailles et le sud-ouest du pays. En 1916, Barclays acquiert United Counties Bank dans le Midlands. En 1918, Barclays fusionne avec London, Provincial and South Western Bank et devient l'une des « big five ».
En 1925, Barclays se développe fortement à l'international quand Colonial Bank, Anglo Egyptian Bank' et National Bank of South Africa fusionnent pour former Barclays International. En 1926, Barclays possède 1837 agences.
En 1966, Barclays lance la Barclaycard, la première carte de crédit britannique. En 1969, Barclays achète Martins Bank, la plus grande banque britannique ayant son siège hors de Londres.
En 1986, Barclays est la première banque britannique cotée à la bourse de New York et à la bourse de Tokyo.
En 1991, Barclays acquiert la banque française l’Européenne de Banque (ancienne Banque Rothschild) et sa filiale Laffitte Investissement.
En 1992, Barclays crée en France sa filiale en assurance-vie Barclays Vie.
En 1997, Barclays développe ses activités bancaires par Internet.
En 2000, Barclays acquiert Woolwich Plc. Depuis 2001, Barclays est le sponsor de la Premier league (Championnat d'Angleterre de football) grâce à un contrat qui a duré jusqu'en 2016.
En 2002, Pascal Roché devient Président directeur général pour la France puis l'Espagne.
En 2003, Barclays acquiert la banque espagnole Banco Zaragozano (es). En 2005, Barclays acquiert Absa, la première banque de détail sud-africaine. Barclays déplace son quartier général à Canary Wharf.
En 2007, Barclays (aidé de Santander et de Fortis) et RBS s'opposent pour acheter ABN Amro (Pays-Bas). En 2008, Barclays rachète pour 1,7 milliard de Dollars US la banque d'investissement et le courtage de Lehman Brothers, la banque d'affaires américaine, après sa faillite dans la crise des subprimes.
La crise financière de 2008 a provoqué une chute de ses actions en bourse de 69,02 % l'an dernier en raison des « crédits toxiques » qu'elle détenait en ce qui concerne les CDS. Depuis début 2009, l'action a perdu 53,57 % au 20 janvier portant ainsi la baisse à 85,28 % depuis le 1er janvier 2008.
En 2011, en août, Barclays annonce la suppression de 3 000 emplois, conséquence du « durcissement de la régulation et [de] l'impact de la propagation de la crise de la dette souveraine à ses activités de banque d'investissement ». Barclays se sépare de sa filiale de capital-investissement, Barclays Private Equity, qui se renomme Equistone Partners.
En 2012, le Président de Barclays, Marcus Agius, annonce sa démission, estimant être "l'ultime responsable" d'un scandale de manipulation des taux d'intérêt, affectant l'image de la banque. La même année, Barclays acquiert la filiale britannique de ING Direct pour 320 millions d'€. Barclays se sépare également de l'activité « comptabilité opcvm » et la transfère chez la filiale du Crédit Agricole CACEIS (6 personnes sont transférées dans le package)
Le 22 avril 2014, le Groupe a annoncé, dans le cadre de la restructuration de sa banque d'investissement, le retrait de ses activités dans le négoce des matières premières. En mai 2014, Barclays annonce la suppression de 7 000 emplois supplémentaires liés à son retrait partiel dans les activités d'investissements. La banque sur l'année devrait supprimer 14 000 emplois.
En septembre 2014, Barclays vend ses activités de banque privée en Espagne à CaixaBank pour 800 millions d'euros. En décembre 2014, CNP Assurances vend sa participation de 50 % dans CNP Barclays Vida Y Pensiones à Barclays pour 453 millions d'euros.
En juin 2015, Stifel acquiert l'activité de banque d'investissement aux États-Unis de Barclays, que cette dernière avait acquis via le rachat de Lehman Brothers, pour un montant non dévoilé. En décembre 2015, Barclays vend ses activités d'indices et d'analyses financiers à Bloomberg, pour 520 millions de livres soit 781 millions de dollars.
En avril 2016, après avoir annoncé se retirer d'Afrique, Barclays annonce entrer en négociations exclusives avec le fonds d'investissement britannique AnaCap, qui possède déjà de petits établissements dans certains pays européens, en vue de lui céder ses activités de détails en France, afin de se concentrer sur le marché britannique et la banque d'investissement. Le même mois, Barclays annonce la vente de ses activités de carte de crédit en Espagne et au Portugal à Bancopopular-e. La cession des activités françaises à AnaCap est conclue en décembre 2016. À la suite de cette transaction, la succursale française change de nom et devient Milleis Banque en mai 2018.
En mai 2017, Barclays annonce la vente d'une participation de 15 % dans ses activités dans Barclays Africa pour 2,2 milliards de livres, cela fait suite à la vente en mai 2016 d'une participation de 12,2 % dans cette filiale. En mars 2016, Barclays avait une participation de 62,3 % dans cette filiale.
En août 2019, Barclays indique avoir supprimé 3 000 emplois lors du deuxième trimestre 2019 et vouloir augmenter la réduction de ses coûts. La banque est notamment confrontée depuis plusieurs années à des résultats financiers plutôt mauvais et à des litiges aux États-Unis et au Royaume-Uni.
En janvier 2022, François Baroin, maire de Troyes, devient président de la filiale française de la banque Barclays, dont il était conseiller depuis 2018.
En février 2024, Barclays annonce l'acquisition pour 600 millions de livres de la plupart des activités bancaires de Tesco ainsi que la signature d'un partenariat entre les deux entreprises d'une durée de 10 ans.

## Principaux actionnaires
Au 7 décembre 2019:
| Qatar Holding                                    | 5,89% |
| Sherborne Investors Management                   | 5,47% |
| Capital Research & Management (World Investors)  | 4,72% |
| Dodge & Cox                                      | 3,53% |
| Norges Bank Investment Management                | 2,95% |
| The Vanguard Group                               | 2,94% |
| Causeway Capital Management                      | 2,58% |
| Capital Research & Management (Global Investors) | 2,46% |
| Legal & General Investment Management            | 2,29% |
| BlackRock Fund Advisors                          | 2,24% |

## Accusations et critiques

### Scandale de la manipulation du Libor
En juin 2012, Barclays est la première banque condamnée dans le scandale du Libor, suivie en décembre par UBS. Barclays a dû payer une amende de 290 millions de livres pour avoir manipulé le taux du Libor, utilisé pour fixer le taux de plus de 300 000 milliards de $ de prêts. Barclays est également attaquée en justice par Guardian Care Homes Ltd à ce sujet, et doit donner à cette compagnie le nom des 208 employés nommés dans cette affaire.

### Manquements sur le marché de l'or
Le 23 mai 2014, l'autorité de conduite financière britannique (Financial Conduct Authority, FCA) a condamné Barclays à 26 millions de livres (32 millions d'euros) d'amende pour des manquements sur le marché de l'or : tentative d'influence du processus de fixation bi-journalier du prix de l'or.

### Faiblesses dans la protection des actifs de ses clients
Le 23 septembre 2014, l'autorité de conduite financière britannique (Financial Conduct Authority, FCA) a une nouvelle fois condamné Barclays. La banque doit verser une amende de 38 millions de livres (48 millions d'euros) pour avoir mis en danger 16,5 milliards de livres d'actifs de ses clients. Cette amende est la plus élevée jamais imposée par la FCA pour ce motif.

### Divers
Greenpeace a attribué à Davos le "prix de la honte" 2012 à Barclays et au groupe brésilien Vale.
Le 10 février 2014, la banque a annoncé que des milliers de données de ses clients avaient été piratées et vendues au marché noir.
En mai 2015, Barclays est condamnée à une amende 2,4 milliards de dollars par les autorités financières américaines et britanniques pour des manipulations du marché de taux de change. Ces amendes sont délivrées en parallèle de 5 autres amendes pour le même motif par ces mêmes autorités pour un total de 6 milliards de dollars.
Le Barclays Center de New York est nommé d'après lui.
En 2018, une étude du gouvernement britannique révèle que la rémunération des femmes employées par l'entreprise est en moyenne inférieure de 43,5 % à celle des hommes.

### Affaire Epstein
Le 1er novembre 2021, le patron de la banque britannique Barclays, Jes Staley, quitte son poste. Barclays affirme que l’enquête des régulateurs financiers « ne fait aucune constatation selon laquelle M. Staley (…) était au courant » des crimes de Jeffrey Epstein, tout en indiquant qu’il quitte son poste afin de contester les conclusions de l’enquête.

## Controverses
Le 10 août 2020, une enquête a été ouverte contre les Barclays par le régulateur britannique de la protection des données (ICO), la banque étant soupçonnée d'utiliser un logiciel pour espionner ses employés. La banque a utilisé un programme pendant 18 mois pour surveiller ses employés, a activé une fonctionnalité en février pour cibler les employés.